# Volcán Tajumulco
Volcán Tajumulco là một núi lửa dạng tầng (stratovolcano) lớn ở vùng San Marcos ở phía tây Guatemala. Đây là ngọn núi cao nhất ở Trung Mỹ với chiều cao 4.202 m (13.786 ft).
Tajumulco là một phần của dãy núi Sierra Madre de Chiapas, dãy núi bắt đầu ở tiểu bang cực nam của Mexico là Chiapas .